# Sindrome della morte improvvisa dello Yunnan
La sindrome della morte improvvisa dello Yunnan è una locuzione utilizzata per definire casi inspiegabili di arresto cardiaco che hanno colpito un numero significativo di abitanti dei villaggi rurali della provincia dello Yunnan, nel sud-ovest della Cina. I casi si sono verificati quasi sempre durante la stagione estiva delle piogge (da giugno ad agosto), ad un'altitudine compresa tra i 1800 e i 2400 metri. La causa più probabile dei decessi è un fungo velenoso, colpevole di circa 400 morti negli ultimi tre decenni.
Le misteriosi morti sono state registrate per decenni prima che i ricercatori del centro cinese per il controllo e la prevenzione delle malattie isolassero un fattore comune ad ogni vittima: l'ingestione di un piccolo fungo ancora sconosciuto. In precedenza si pensava che la sindrome fosse causata dalla malattia di Keshan, causata dal virus Coxsackie.
Il fungo identificato si chiama Trogia venenata,. È stato notato che le famiglie che raccoglievano funghi per poi rivenderli si nutrivano di questi piccoli funghi bianchi in quanto senza nessun valore commerciale. Tre aminoacidi presenti nel fungo sono tossici per l'uomo, ed è stato anche dimostrato che i funghi in questione contengono quantità elevate di bario, dunque può darsi che le morti siano dovute all'avvelenamento da tale elemento.
Nelle ore prima della morte, circa due terzi delle vittime presentavano sintomi come nausea, vertigini, aritmie, convulsioni e affaticamento.
Nel dicembre 2012 uno studio del dottor Xu Jianping, che si è occupato di analizzare campioni di Trogia venenata dello Yunnan per tre anni, dimostra che i livelli di bario nel fungo selvatico non sono superiori a quelli presenti nei cibi comuni come pollame e pesce. Tuttavia, sembra che il fungo svolga comunque un ruolo nei decessi. Dalla pubblicazione dell'articolo, diffuso nel 2010 da Science, non sono stati segnalati altri casi di morti sospette. 